# Helen Marten
Helen Marten (* 1985) je anglická umělkyně. Narodila se v Macclesfieldu a v letech 2005 až 2008 studovala na Oxfordské univerzitě. Svou první vlastní výstavu měla v roce 2010 v Neapoli. Roku 2015 vystavovala na Biennale di Venezia. V roce 2016 získala ocenění The Hepworth Prize for Sculpture. Téhož roku získala též Turnerovu cenu.